# Justicia campenonii
Justicia campenonii är en akantusväxtart som beskrevs av Raymond Benoist. Justicia campenonii ingår i släktet Justicia och familjen akantusväxter. Inga underarter finns listade i Catalogue of Life.